# ستيف ريفيرا
ستيف ريفيرا (بالإنجليزية: Steve Rivera)‏ هو لاعب كرة قدم أمريكية أمريكي، ولد في 5 أغسطس 1954 في بينساكولا في الولايات المتحدة.